# Атлетски клуб Таково
Атлетски клуб Таково је атлетски клуб из Горњег Милановца, Србија. Клуб је део Спортског друштва „Таково“.

## Историја
За почетну годину годину савремене атлетике у Горњем Милановцу узима се 1935. година, када је почела да се упражњава у тадашњој Соколској чети Брусница. Први атлетичар из овог краја је био Милош Марић из Грабовице, који је био један од истакнутијих бацача кугле у Југославији, а чији је ученик касније био Радослав Јевтовић, репрезентативац Југославије у послератном периоду. Све до почетка Другог светског рата одржавала су се такмичења за првенства чета, друштава, Жупа, па све до националног нивоа.
У првим послератним данима 1945. године основано је Спортско друштво „Таково“ са фудбалском, атлетском и одбојкашком секцијом. Атлетска секција формирана је на иницијативу Радивоја Раше Миловановића, атлетског радника и предратног такмичара у вишебоју. У јесен исте године одржано је и прво крос-првенство Горњег Милановца. Наредне две године секција се организационо учврстила, почело се са организованим тренинзима и омасовљавањем. Прво се тренирало на празном плацу на месту где се данас налази Ауто-мото друштво, а такмичења и тренинзи су постепено померани на игралиште на Брду мира, садашњем Спомен парку.
Августа 1948. одржан је и први већи атлетски митинг, на којем се учествовали и атлетичари Црвене звезде и АК Партизана и којем је присуствовало око 3000 гледалаца, а у септембру исте године атлетичарке учествују на првом званичном поједничаном првенству Србије у Суботици, што је био и први послератни наступ атлетичара „Такова“ ван Горњег Милановца.
Крајем 1948. секција је бројала преко 50 активних атлетичара и атлетичарки. Ово је био један од услова да атлетска секција прерасте у клуб, што је и учињено на годишњој скупштини у јануару 1949. године. Мушка и женска екипа се следећих неколико година до 1952. такмиче у зонској лиги Србије, а такође учествује на појединачним првенствима Србије и организује митинге.